# Jon Jonsson (arkitekt)
Jon Jonsson, född 1947 i Göteborg, är son till Koj Jonsson och en svensk arkitekt som på 1980-talet var med och grundade Visby arkitektgrupp som senare bytte namn till Visbyark. 2001 köpte han och makan Marita Jonsson Körsbärsgården i Sundre som de tillsammans byggde upp till en modern konsthall och skulpturpark. Jonsson har själv ritat byggnaderna som idag finns på gården, och 2020 fick han Region Gotlands Arkitekturpris för Körsbärsgårdens arkitektur. 